# Наручники

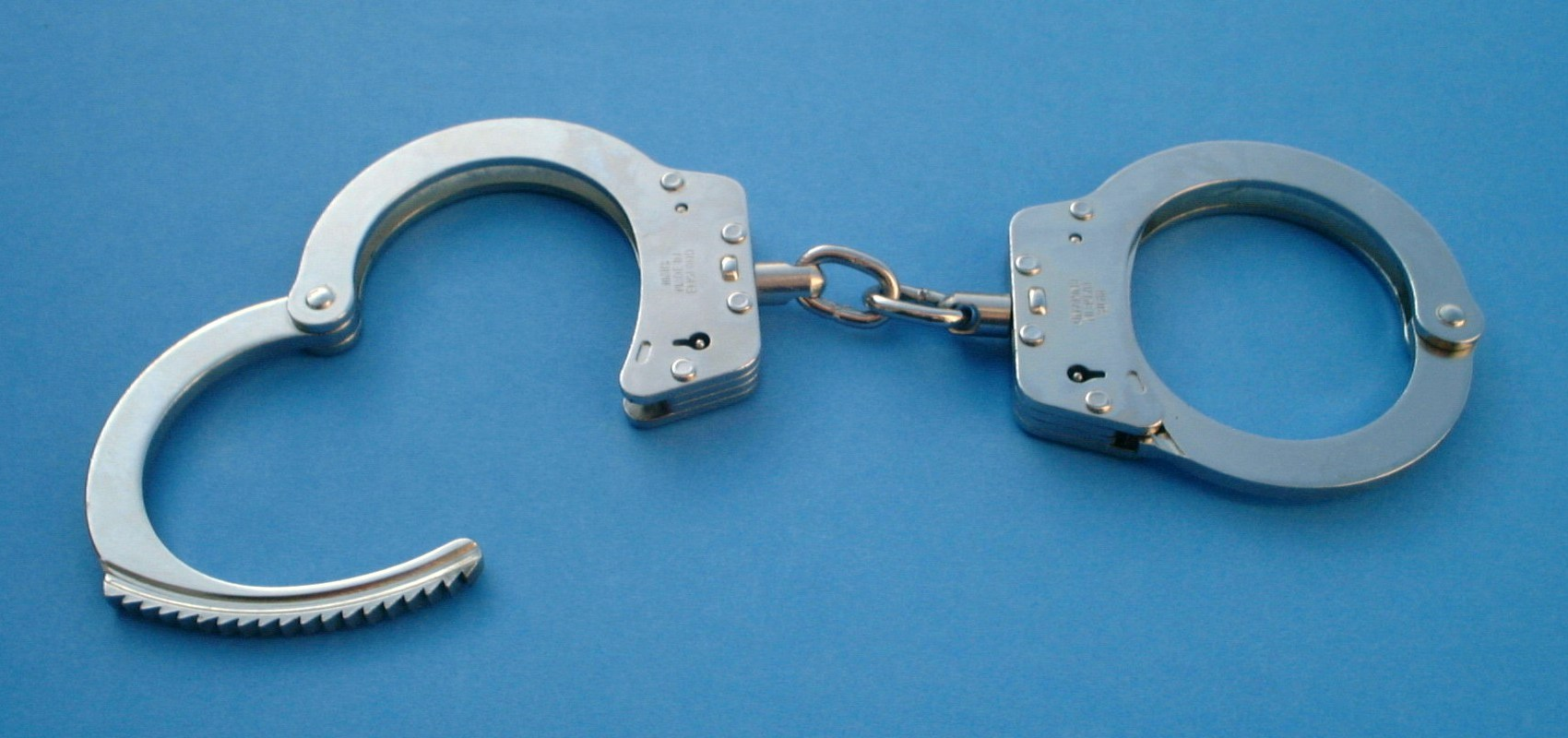
Сучасні наручники Hiatt 2010

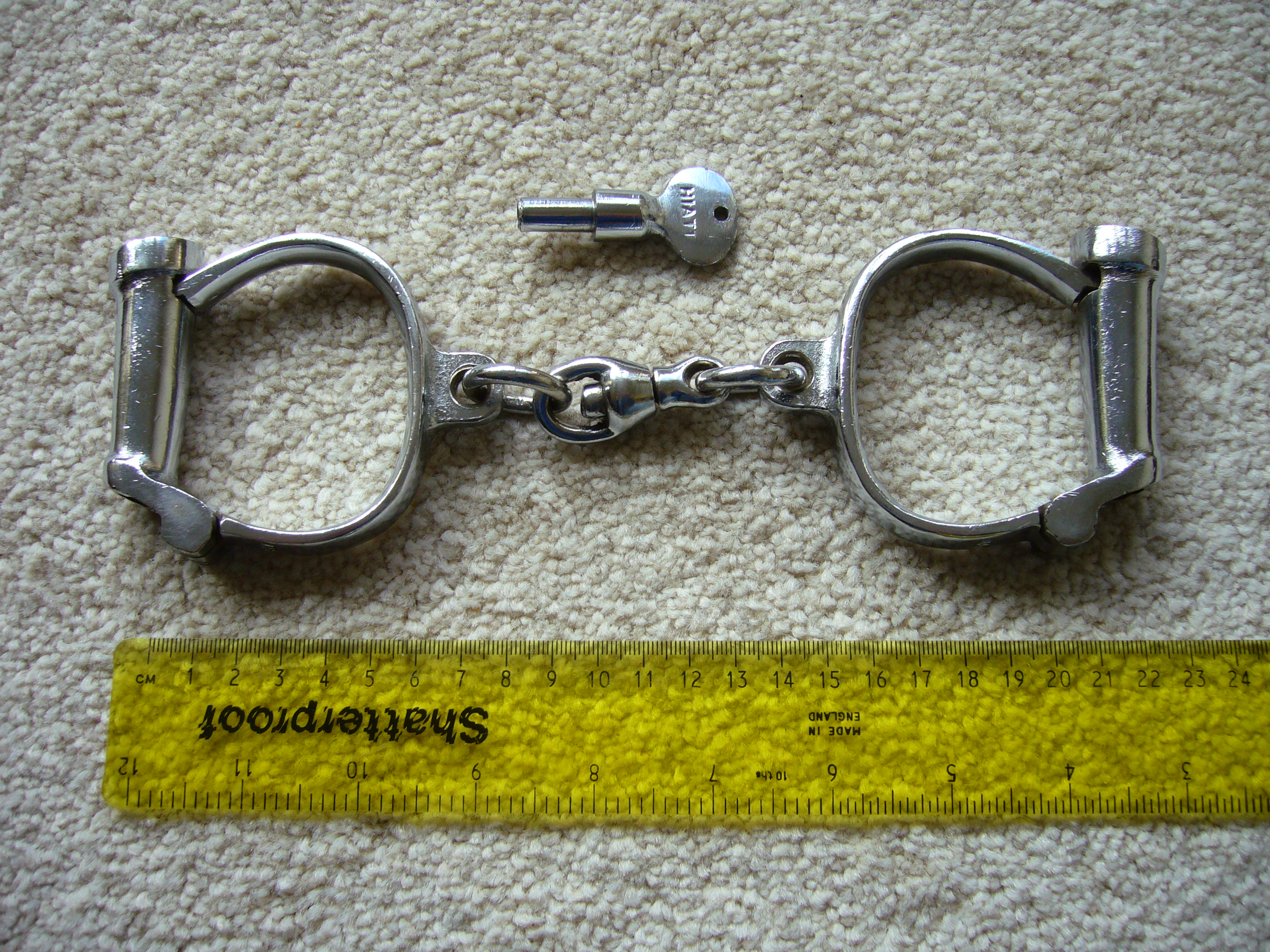
Наручники «старого типу» Hiatt 104 «Darby»

Нару́чники, у західних областях кайда́нки — пристрій у вигляді двох кілець із замками (браслетів), які з'єднані між собою коротким ланцюгом. Органи охорони порядку або військові використовують наручники для обмеження свободи дій затриманого. Наручники надягають на кисті рук.
Розвиток конструкції наручників дуже своєрідний, і пов'язаний передусім з рівнем металообробки (як основного матеріалу виготовлення наручників). Крім того, в конструкції наручників простежується й національні особливості країни-виробника.

## Історія розвитку
Перші наручники з'явилися на початку 19 століття. Вони являли собою з'єднані браслети, схожі на використовувані тепер. Браслет являв собою металеве кільце (дужку) із замком, в якому клямка автоматично замикалась при закритті браслета. Наручники такого типу називалися «Darby», їх виробляла британська компанія «Hiatt». Сама клямка розміщалася в циліндричному замку та мала гвинтову різьбу, на яку накручувався ключ, щоб замок відкрився. Такий замок неможливо було відкрити підручними засобами, тому такі наручники з погляду надійності не мали собі рівних. Але вони мали один великий недолік — у них не регулювався розмір, тому і не підходили на всі руки. Попри те, що в середині 19 століття з'явилися модифікація «Darby» з регульованими дужками, в оперативній обстановці користуватися ними було не набагато зручніше. Попри це, такі наручники залишались «світовим стандартом» понад 200 років. вони й досі перебувають на озброєнні поліції Індії та Пакистану.
Але під кінець 19 століття з'являються більш досконалі конструкції різних компанії, які по-своєму підходять до способу обмеження свободи дій. Одні з найкращих та досконалих на той час, наручники типу «Tower» та «Bean» були винайдені у Америці. Вони являли собою моделі, в яких дужки могли регулюватися в ширших межах, аніж у «Darby». Але жодна компанія не могла вирішити одну з головних проблем — щоб застосувати наручники, треба було постійно тримати їх відкритими, щоб додавало габаритів при носінні наручників поліцейським.
Але, нарешті, у 1912 році в історії наручників сталася революція. Їх нову конструкцію запатентувала американська компанія «Peerless». Конструкція браслета зазнала змін і тепер дужка могла провертатися наскрізь на 360°. Так відпала потреба носити наручники відкритими. Конструкція була настільки успішною, що з 1912 року конкретних змін у наручниках майже не відбувалося. Така конструкція зараз є типовою і всі виробники наручників дотримуються цих стандартів. Також, завдяки такій будові сучасні наручники виготовляються методом штампування, на відміну від «старих», які виготовлялися методом кування.
В Україні виробництвом наручників для потреб органів охорони порядку займається  КП НВО «Форт» з 1992 року. Виробляються дві модифікації: БРМ-92 та БРМ «шарнірна версія». Наручники українського виробництва знаходять використання і за кордоном.

## Конструкція

### Наручники складаються з
- Корпусу замка, який переходить у верхню дужку
- Нижньої дужки із зубчатим сектором
- Фіксатора, який розміщується у корпусі
- Ланцюга з сережками (шарнірами) на кінцях
- Ключа, для відкриття замка

### Способи з'єднання браслетів між собою
- Ланцюгом — браслети з'єднані коротким ланцюгом. Найбільш поширений тип наручників
- Шарніром — браслети з'єднуються за допомогою шарніра (на зразок дверної петлі). При такій конструкції наручники можуть складатися тільки в одну сторону
- Жорстке з'єднання — наручники жорстко з'єднані між собою. Дають найменше свободи рухів.

### Інші типи наручників
- Пальцеві наручники — одягаються на великі пальці рук, позбавляючи можливості відкрити звичайні наручники підручними засобами
- Пластикові наручники — повністю зроблені з пластику. Використовуються поліцією та військовими для масового затримання підозрюваних